# Calpet
Calpet è un census-designated place degli Stati Uniti d'America, situato nella Contea di Sublette nello stato del Wyoming. Nel censimento del 2000 la popolazione era di 7 abitanti.

## Geografia fisica
Secondo i rilevamenti dell'United States Census Bureau, la località di Calpet si estende su una superficie di 12,0 km², tutti occupati da terre.

## Popolazione
Secondo il censimento del 2000, a Calpet vivevano 7 persone, ed erano presenti 2 gruppi familiari. La densità di popolazione era di 5,4 ab./km². Nel territorio comunale si trovavano 5 unità edificate. Per quanto riguarda la composizione etnica degli abitanti, il 100% era bianco.
Per quanto riguarda la suddivisione della popolazione in fasce d'età, il 28,6% era al di sotto dei 18, lo 0% fra i 18 e i 24, lo 0% fra i 25 e i 44, il 71,4% fra i 45 e i 64, mentre infine lo 0% era al di sopra dei 65 anni di età. L'età media della popolazione era di 50 anni. Per ogni 100 donne residenti vivevano 250,0 uomini.